# Got a Girl
Got a Girl est un duo musical constitué de l'actrice Mary Elizabeth Winstead et du producteur de musique Dan the Automator, formé en 2012. Leur premier album, I Love You but I Must Drive Off This Cliff Now, sort en 2014.

## Historique
Winstead et Dan the Automator (de son vrai nom Daniel M. Nakamura) ont déjà travaillé ensemble sur l'album Event 2 de Deltron 3030 que Nakamura a produit et Winstead a fourni les voix pour les chansons The Agony et Look Across the Sky. Nakamura avait également écrit des chansons pour la bande originale de Scott Pilgrim, dans lequel Winstead a joué le rôle principal féminin,.
Selon Exclaim!, Got a Girl est né en 2010, quand Winstead et Nakamura se sont rencontrés lors d'un dîner du casting de Scott Pilgrim. Winstead s'approcha de Nakamura disant qu'elle était une fan. Lors de la première du film, Nakamura a demandé à Winstead s'ils pouvaient « faire de la musique ensemble ».
En mai 2012, The Playlist rapporte que Winstead et Nakamura travaillent sur un disque. Winstead avait précédemment chanté une reprise a cappella de la chanson Baby It's You de The Shirelles pour le film Boulevard de la mort, issu du diptyque Grindhouse, et a co-écrit et enregistré une démo avec le producteur musical Thai Long Ly. Winstead et Dan avaient également interprété une chanson originale au SXSW en mars 2013.
Le 22 juillet 2014, le duo a sorti I Love You but I Must Drive Off This Cliff Now sur le label Bulk Recordings en vinyle, disque compact et en téléchargement digital.

## Discographie

### Singles
- You and Me (Board Mix) (2013)
- I'm Down (2013)
- Did We Live Too Fast? (2014)
- There's a Revolution (2014)